# Sadysta
Sadysta (ang. Captivity) – filmowy thriller z 2007 roku, koprodukcja amerykańsko-rosyjska, reżyserem którego jest Roland Joffé.

## Obsada
- Elisha Cuthbert – Jennifer Tree
- Daniel Gillies – Gary
- Pruitt Taylor Vince – Ben
- Laz Alonso – Disantos
- Michael Harney – Bettiger
- Olivia Negron – Spanish Woman
- Chrysta Olson – Mary
- Maggie Damon

## Fabuła
Piękna Jennifer Tree, znana i popularna fotomodelka podczas jednego z przyjęć traci przytomność. Dziewczyna budzi się w piwnicy pewnego domu nieświadoma tego, co się stało. Zauważa, że nie jest sama. Za szklaną szybą spostrzega młodego mężczyznę Gary’ego. Młodzi więźniowie dochodzą do wniosku, że to porwanie. Porozumiewając się przez szklaną szybę planują ucieczkę, jednak próbując uciec wpadają w pułapkę. Porywacz prowadzi z nimi psychologiczną grę.